# Phyllophorella
Phyllophorella is een geslacht van rechtvleugeligen uit de familie sabelsprinkhanen (Tettigoniidae). De wetenschappelijke naam van dit geslacht is voor het eerst geldig gepubliceerd in 1924 door Karny.

## Soorten
Het geslacht Phyllophorella omvat de volgende soorten:
- Phyllophorella brevicerca Karny, 1924
- Phyllophorella crassa Karny, 1924
- Phyllophorella dohrni Kästner, 1933
- Phyllophorella dorsalis Willemse, 1953
- Phyllophorella inermis Walker, 1870
- Phyllophorella laevicollis Karny, 1924
- Phyllophorella ocellata Karny, 1924
- Phyllophorella queenslandica Rentz, Su & Ueshima, 2009
- Phyllophorella salomonis Karny, 1924
- Phyllophorella subinermis Karny, 1924
- Phyllophorella transiens Karny, 1924
- Phyllophorella woodfordi Kirby, 1899